# Sindhi
I sindhi (in sindhi سنڌي‎; in urdu سندھی‎?; in hindī सिन्धी, sindhī) sono un gruppo socio-etnico, di lingua sindhi, originario del Sindh, una provincia del Pakistan.
Oggi i sindhi che vivono in Pakistan appartengono a varie confessioni religiose: islam, zoroastrismo, induismo e cristianesimo.
Dopo la partizione dell'India nel 1947, una gran parte di musulmani si trasferì nella prosperosa regione del Sindh e viceversa gli indù sindhi emigrarono in India.